# Fluorowodorek helu
Fluorowodorek helu, HHeF – hipotetyczny nieorganiczny związek chemiczny helu z fluorem i wodorem, kandydat na rzeczywisty (to jest nie oparty na oddziaływaniach pomiędzy dipolami) związek helu.

## Stabilność związku
Właściwości cząsteczki fluorowodorku helu pozwalające na uznanie jej za metastabilną po raz pierwszy opisał Ming Wah Wong w pracy obliczeniowej z 2000 roku. Ocenił on, że przed rozpadem dysocjacyjnym chroni ją bariera energetyczna o wartości 0,37 eV (36 kJ/mol) i wskazał, że jest to pierwszy przypadek obojętnego związku helu, w którym powinien tworzyć on wiązania chemiczne. Z obliczeń innych badaczy wynikają znacznie mniej optymistyczne scenariusze. W modelach uwzględniających zjawisko tunelowe i potencjalne ścieżki rozpadu HHeF → He + HF oraz HHeF → H + He + F, oszacowano jej okres półtrwania na 120 ps (a związku z deuterem, DHeF na 14 ns). W takim wypadku trudno mówić o stabilnym związku chemicznym, jednak czas ten jest wystarczający do jego wykrycia. Jeszcze mniej zachęcające są wyniki obliczeń badaczy japońskich, którzy dla bariery energetycznej rozpadu HHeF → He + HF oszacowanej na 0,448 eV oraz 0,224 eV dla reakcji HHeF → H + He + F, obliczyli przewidywany czas życia tej cząsteczki zaledwie 157 fs.

## Proponowane metody stabilizacji cząsteczki HHeF
Ponieważ otrzymanie stabilnego (w jakichkolwiek warunkach) związku helu jest dla chemików dużym wyzwaniem, a weryfikowane wyniki modelowania były mniej obiecujące, niż początkowo sądzono, zaczęto poszukiwać metod pozwalających na zwiększenie stabilności cząsteczki HHeF. Pierwszą opublikowaną propozycją było przeprowadzenie reakcji w stałym helu pod znacznie podwyższonym ciśnieniem – wyniki prac obliczeniowych wskazały, że pod ciśnieniem 500 MPa (ok. 5000 atm) reakcja HHeF → He + H + F może zostać całkowicie zahamowana (jest to reakcja dominująca pod ciśnieniem atmosferycznym), natomiast reakcja rozpadu HHeF → He + HF osiąga rząd milisekund przy ciśnieniu 23 GPa (ok. 230 tys. atm), co wskazuje, że pod znacznie wyższymi ciśnieniami cząsteczka HHeF powinna być stabilna.
Metoda syntezy związku opiera się na zastosowaniu zjawiska fotolizy, co bardzo utrudnia stosowanie odpowiednio wysokiego ciśnienia. Prowadzone są więc poszukiwania tańszych metod syntezy. Obliczenia zespołu Wanga wskazują na możliwość stabilizacji tej cząsteczki w kompleksach z azotem i tlenkiem węgla. Jednym z pomysłów jest także zastosowanie matrycy ksenonowej – obliczenia modelowe operujące klastrami liczącymi 1–6 atomów ksenonu pozwalają przypuszczać, że w przypadku znacznie większych układów może zostać uzyskany wystarczający efekt stabilizacyjny.

## Modelowanie cząsteczki HHeF
Zainteresowanie potencjalnie syntetyzowalną cząsteczką fluorowodorku helu jest wyrażone w literaturze przedmiotowej licznymi pracami teoretycznymi, do których zaliczają się prace modelowe dotyczące niskopoziomowych energii potencjału powierzchniowego oraz prace dotyczące porównania polaryzowalności cząsteczek HHeF, HArF i HKrF. W przypadku szacowania hiperpolaryzowalności tych cząsteczek stwierdzono brak monotoniczności. Próbę wyjaśnienia powodów tego zjawiska podjęli badacze chińscy w 2009 roku. Obliczone zostały również funkcje rozkładu gęstości elektronowej dla omawianej cząsteczki.

## Modelowanie kompleksów HHeF
W roku 2004 S. McDowell opisał obliczenia prowadzone w poszukiwaniu stabilnych kompleksów z azotem N
2⋯HHeF. Wykorzystując różnopoziomowe teorie (MP2, MP3, MP4(SDQ) i QCISD) oraz bazę funkcyjną 6-311++G(2d,2p) obliczył, że – skorygowana o energię punktu zerowego – energia wiązania kompleksu powinna wynosić 14,5 kJ/mol (OCISD) oraz wykazywać duże przesunięcie częstotliwości drgań harmonicznych o 375 cm⁻¹ ku fioletowi. Pośród modelowanych kompleksów znalazły się również CO⋯HHeF – energia wiązania 5,8 kJ/mol (MP2) oraz kompleksy z gazami szlachetnymi (He, Ne, Ar, Kr). Prace modelowe dotyczące kompleksów HHeF z szeroką gamą soli i wodorotlenków litowców nie przyniosły zadowalających rezultatów w zakresie potencjalnej stabilizacji cząsteczki HHeF. Badania modelowe kompleksów z chlorofluoroacetylenem (Cl−C≡C−F) oraz bromofluoroacetylenem (Br−C≡C−F) wykazały, że bromopochodna tworzy silniejsze wiązania od chloropochodnej, w kompleksie wiązanie H−He ulega skróceniu (co manifestuje się przesunięciem teoretycznych pasm absorpcji ku fioletowi), natomiast wiązanie węgiel-chlorowiec – wydłużeniu (przesunięcie ku czerwieni). Zaobserwowano również podobny do wspomnianego już we wcześniejszej sekcji brak monotoniczności w zależności od liczby atomowej helowca (modelowano pochodne He, Ar i Kr), tym razem dotyczący siły wiązania tworzonego przez chlorowiec.

## Podsumowanie
Wyniki prac modelowych wskazują dwa odmienne sposoby stabilizacji cząsteczek HHeF – pierwsza z nich oparta jest na zastosowaniu ekstremalnie wysokich ciśnień, znacznie powyżej 23 GPa, i pozwala na uzyskanie znacznego efektu. Mniej efektywna jest druga metoda, oparta na próbie stabilizacji tych cząsteczek dzięki zastosowaniu matrycy stałego ksenonu. Wyniki prac modelowych zostały ograniczone do klastra 6 atomów ksenonu ze względu na ograniczenia w mocy obliczeniowej ówczesnych komputerów. W przypadku pierwszej metody brak doniesień o pozytywnie zakończonych eksperymentach dotyczących syntezy pierwszego prawdziwego związku helu mogą wynikać z ograniczeń technicznych lub zbyt wysokich kosztów takich doświadczeń. Brak doniesień dotyczących drugiej spośród wymienionych metod przez okres kilkunastu lat pozwala przypuszczać, że były podejmowane próby jej wykorzystania, jednak żadna nie zakończyła się sukcesem.